# پدرو پروئنکا
 پدرو پروئنکا  (به پرتغالی: Pedro Proença) (زاده ۳ نوامبر ۱۹۷۰ - لیسبون) داور فوتبال اهل پرتغال است.
وی از سال ۱۹۹۸ میلادی در لیگ برتر پرتغال قضاوت کرده و در سال ۲۰۰۳ وارد لیست داوران فیفا شده‌است.
پروئنکا در رقابت‌هایی مانند مسابقات فوتبال زیر ۱۹ سال اروپا در سال ۲۰۰۴، لیگ قهرمانان اروپا و لیگ اروپا به قضاوت پرداخته است.
وی در سال ۲۰۱۱ از طرف فدراسیون فوتبال پرتغال به عنوان داور برتر این کشور انتخاب شده است.